# Fontana di Pirene
La Fontana di Pirene o Fontana inferiore di Pirene (in greco Πειρήνη?) è il nome di una fontana o una sorgente della mitologia greca, situata a Corinto precisamente all'interno del sito dell'Antica Corinto.

## Mitologia
Si diceva che fosse l'abbeveratoio preferito del cavallo Pegaso, nonché luogo sacro alle Muse. I poeti viaggiavano lì per bere e ricevere ispirazione.
Nel II secolo, il viaggiatore Pausania descrive il mito di Pirene, amante di Poseidone, la quale si dissolse in fonte a causa della morte del figlio ucciso da Artemide. Egli racconta così:
Esiste anche un'altra versione, secondo cui la fontana fu creata dallo zoccolo di Pegaso che colpiva il suolo. Ad ogni modo, la leggenda di Pausania è molto più diffusa.
La sorgente superiore di Pirene, legata al racconto eziologico di Pausania, si trova sull'Acrocorinto, acropoli di Corinto.
Si ritiene che il primo re di Corinto Sisifo, cercando di risolvere il problema della scarsità d'acqua in città, si ritrovò nei pressi della rocca, dove vide Zeus con una bella ninfa di nome Egina che era figlia del dio fluviale Asopo, rapita dallo stesso Zeus.
Il dio Asopo si presentò allora a Sisifo nelle sembianze di un vecchio e gli chiese notizie di sua figlia. Sisifo disse di averla vista, senza però rivelare subito chi l'aveva rapita preferendo chiedere una fonte d'acqua per la sua città in cambio dell'informazione. Asopo promise che gli avrebbe dato la fonte e Sisifo mantenedo il patto rivelò che la ninfa era stata rapita da Zeus.
Soddisfatto, Asopo fece dono al re della sorgente perenne detta Pirene.
In questo abbeveratoio, Bellerofonte riuscì a domare il cavallo Pegaso grazie a una briglia d'oro donata da Atena, permettendogli poi di compiere l'impresa della chimera.

## Archeologia
Le prime pietre della costruzione risalgono al periodo arcaico (VII secolo a.C. o, più probabilmente, al VI secolo), costituendo in virtù dell'epoca storica una delle prime costruzioni di Corinto, assieme al tempio di Afrodite sull'Acrocorinto e alle mura settentrionali. La fontana ha subito non meno di nove trasformazioni nella sua storia.
L'attuale forma della fontana risale al restauro operato da Erode Attico (vissuto nel 101-177 d.C.) in epoca imperiale romana, ma vi sono anche ulteriori modificazioni realizzate nel periodo bizantino.